# Кастелли, Бенедетто
Бенеде́тто Касте́лли (итал. Benedetto Castelli; 25 апреля 1577, Брешиа — 9 апреля 1644, Рим) — итальянский физик и математик, друг и ученик Галилея.
При рождении получил имя Антонио, после вступления в бенедиктинский орден сменил его на Бенедетто. Был аббатом в монастыре Монтекассино и одновременно профессором — сначала в Пизе (где он занял кафедру после ухода оттуда Галилея в 1613 году), позднее в Риме. Среди его студентов в Пизе были Торричелли и Кавальери. Кастелли вёл активную переписку с Галилеем, помогал ему в различных научных исследованиях.
Основные труды Кастелли относятся к гидравлике и гидрометрии. Из сочинений Кастелли наиболее известно «Измерение текущей воды» (итал. Della misura dell'acque correnti, 1628), в котором он впервые изложил основы гидрометрии. Продолжил исследования Галилея в области гидростатики.